# 紀元前289年
紀元前289年（きげんぜん289ねん）は、ローマ暦の年である。
当時は、「マルクス・ウァレリウス・マクシムスとガイウス・カエディキウス・ノクトゥアが共和政ローマ執政官に就任した年」として知られていた（もしくは、それほど使われてはいないが、ローマ建国紀元465年）。紀年法として西暦（キリスト紀元）がヨーロッパで広く普及した中世時代初期以降、この年は紀元前289年と表記されるのが一般的となった。

## 他の紀年法
- 干支 : 壬申
- 日本
  - 皇紀372年
  - 孝霊天皇2年
- 中国
  - 周 - 赧王26年
  - 秦 - 昭襄王18年
  - 楚 - 頃襄王10年
  - 斉 - 湣王12年
  - 燕 - 昭王23年
  - 趙 - 恵文王10年
  - 魏 - 昭王7年
  - 韓 - 釐王7年
- 朝鮮
  - 檀紀2045年
- ベトナム :
- 仏滅紀元 : 256年
- ユダヤ暦 :

## できごと

### シチリア
- シュラクサイのアガトクレスは、死の床でシラクサの民主主義を回復した後、息子に自身の後を継がせることを希望しないと言い残して死亡した。しかし、後継に関する家族間の意見の衝突の結果、シチリアでカルタゴの支配が復活することとなった。

### 中国
- 秦の大良造の白起と客卿の司馬錯が魏を攻撃し、軹に達し、大小の城61を奪った。

## 死去
- シュラクサイのアガトクレス - シラクサの僭主（紀元前361年生）
- 孟子 - 中国の哲学者（紀元前372年生）